# 奥松功基
奥松 功基（おくまつ こうき　）は、日本のパーソナルトレーナー。学位は博士（スポーツ医学）（筑波大学・2021年）。

## 概要
パーソナルトレーナーとして、乳がん経験者向けの運動トレーニングを専門にしている。特に運動や食事のサポートを手がけている。

## 来歴

### 生い立ち
高校からカヌースプリント競技を始め、千葉県で開催された第65回国民体育大会で優勝。大学時代も日本インカレでリレー優勝などの成績を残す。また、大学在籍時に、トレーニング科学やスポーツ科学関連で学会発表・論文執筆をおこなう。2015年に立命館大学のスポーツ健康科学部を卒業した。なお、同学部の卒業生には学士（スポーツ健康科学）の学位が授与されている。さらに、筑波大学の大学院に進学し、人間総合科学研究科にて学んだ。2018年、同研究科の体育学専攻を修了し、修士の学位を取得した。2021年、同研究科のスポーツ医学専攻を修了し、博士（スポーツ医学）の学位を取得した。

### パーソナルトレーナーとして
筑波大学の大学院在籍中より、乳がん経験者向けの運動の研究を開始し、聖路加国際病院と共同研究をおこなう。乳がん経験者向けの運動トレーニングを専門にしている。

## 略歴
- 2015年 - 立命館大学スポーツ健康科学部卒業[3]。
- 2018年 - 筑波大学大学院人間総合科学研究科修士課程修了[1][3]。
- 2021年 - 筑波大学大学院人間総合科学研究科博士課程修了[3]。

## 主な著作

### 論文
- Association between Endocrine Therapy and Weight Gain after Breast Cancer Diagnosis among Japanese Patients. Med Sci (Basel). 2021.
- Urinary incontinence onset predictors in community-dwelling older women. Geriatr Gerontol Int. 2021.
- Effects of a combined exercise plus diet program on cardiorespiratory fitness of breast cancer patients. Breast Cancer. 2019.
- 日本人乳がんサバイバーの体力水準. 体力科学. 2018.
- 中高齢男女を対象とした生活活動とメタボリックシンドロームリスクとの関係.　京都滋賀体育学研究. 2015.

### 主な学会発表
- 乳がん患者における過活動膀胱とホルモン治療との関連. 第28回日本乳癌学会学術総会. 2020.
- 乳がん患者の体重変化とホルモン療法および身体活動量、食事摂取量との関連. 第19回日本体育測定評価学会. 2020.
- Effects of a combined exercise plus diet intervention on cardiorespiratory fitness among Japanese women with breast cancer: a feasibility study. 40th San Antonio Breast Cancer Symposium. 2017.
- Effects of a combined diet plus exercise intervention on weight loss, physical fitness, and cancer-related fatigue among Japanese women with breast cancer. The annual meeting of American society of clinical oncology. 2017.

### TV出演
- NHK 今日の健康
- NHK World [Doctor's insight]

### 新聞出演
- 日経新聞, 筋トレのお供を手ごろに　プロテインに新興勢力.